# Liouvillova funkcija
Liouvillova funkcija (običajna označba {\displaystyle \lambda (n)\,}) je v teoriji števil pomembna aritmetična funkcija. Imenuje se po francoskem matematiku Josephu Liovillu.
Liovillova funkcija je definirana kot:
{\displaystyle \lambda (n)=(-1)^{\Omega (n)},\qquad (n\in \mathbb {Z} ^{+})\!\,,}
kjer je Ω(n) funkcija števila vseh prafaktorjev {\displaystyle n\,}, štetih s ponovitvijo. Liouvillova funkcija lahko zavzema le dve različni vrednosti {-1, 1}. Posebej za vsako praštevilo {\displaystyle p\,} velja {\displaystyle \lambda (p)=\mu (p)=-1\,}, kjer je {\displaystyle \mu (n)\,} Möbiusova funkcija. Prve vrednosti Liouvillove funkcije za {\displaystyle n\geq 1\,} so (OEIS A008836):
1, -1, -1, 1, -1, 1, -1, -1, 1, 1, -1, -1, -1, 1, 1, 1, -1, -1, -1, -1, 1, 1, -1, 1, 1, 1, -1, -1, -1, ...

## Značilnosti
Funkcija λ je popolnoma multiplikativna, ker je funkcija {\displaystyle \Omega (n)\,} popolnoma aditivna, kar pomeni, da velja {\displaystyle \Omega (ab)=\Omega (a)+\Omega (b)\,}. Tako velja: {\displaystyle \lambda (ab)=\lambda (a)\lambda (b)\,} za poljubna {\displaystyle a,b\in \mathbb {Z} ^{+}\,}. Število 1 nima prafaktorjev, tako da je {\displaystyle \Omega (1)=0\,}, in zato {\displaystyle \lambda (1)=1\,}. Po dogovoru je tudi {\displaystyle \lambda (0)=0\,}. Za Liouvillovo funkcijo velja enakost:
{\displaystyle \sum _{d|n}\lambda (d)={\begin{cases}1&{\text{če je }}n{\text{ popolni kvadrat,}}\\0&{\text{drugače.}}\end{cases}}}
Dirichletov invez Liouvillove funkcije je absolutna vrednost Möbiusove funkcije:
{\displaystyle \lambda ^{-1}(n)=|\mu (n)|\!\,.}
Liouvillova funkcija je povezana z Möbiusovo funkcijo kot:
{\displaystyle \lambda (n)=\sum _{d^{2}|n}\mu \left({\frac {n}{d^{2}}}\right)\!\,.}
Posebej za vsa števila, ki niso deljiva s kvadratom {\displaystyle n\,} (OEIS A013929), velja:
{\displaystyle \lambda (n)=\mu (n)\!\,.}
V tem smislu je Liouvillova funkcija posplošitev Möbiusove funkcije. Prve vrednosti absolutne vrednosti, oziroma kvadrata razlike funkcij {\displaystyle |\lambda (n)-\mu (n)|=\left(\lambda (n)-\mu (n)\right)^{2}=1-\mu (n)^{2}\,} za {\displaystyle n\geq 1\,} so (OEIS A107078):
0, 0, 0, 1, 0, 0, 0, 1, 1, 0, 0, 1, 0, 0, 0, 1, 0, 1, 0, 1, 0, 0, 0, 1, 1, 0, 1, 1, 0, ...

## Vrste
Dirichletova vrsta za Liouvillovo funkcijo je povezana z Riemannovo funkcijo ζ:
{\displaystyle {\frac {\zeta (2s)}{\zeta (s)}}=\sum _{n=1}^{\infty }{\frac {\lambda (n)}{n^{s}}}\!\,.}
Lambertova vrsta za Liouvillovo funkcijo je:
{\displaystyle \sum _{n=1}^{\infty }{\frac {\lambda (n)q^{n}}{1-q^{n}}}=\sum _{n=1}^{\infty }q^{n^{2}}={\frac {1}{2}}\left(\vartheta _{3}(q)-1\right)\!\,,}
kjer je {\displaystyle \vartheta _{3}(q)\,} Jacobijeva funkcija ϑ.

## Domneve

### Pólyeva domneva
Pólyeva domneva je domneva, ki jo je leta 1919 postavil George Pólya. Če je funkcija (seštevalna Liouvillova funkcija) definirana kot vsota:
{\displaystyle L(n)=\sum _{k=1}^{n}\lambda (k)\!\,,}
Prve vrednosti funkcije {\displaystyle L(n)\,} za {\displaystyle n\geq 0\,} so (OEIS A002819):
0, 1,  0, -1, 0, -1, 0, -1, -2, -1, 0, -1, -2, -3, -2, -1, 0, -1, -2, -3, -4, -3, -2, 3, -2, -1, 0, -1, -2, -3, ...
Pólyeva domneva pravi, da je {\displaystyle L(n)\leq 0\,} za vsak {\displaystyle n>1\,}. Prve vrednosti {\displaystyle n\,}, za katere je {\displaystyle L(n)=0\,}, so (OEIS A028488):
2, 4, 6, 10, 16, 26, 40, 96, 586, 906150256, 906150294, 906150308, 906150310, 906150314, ...
To se je izkazalo za nepravilno. Haselgrove je leta 1958 s pomočjo Inghamove metode iz leta 1942 ovrgel Pólyevo domnevo in pokazal, da ima domneva protiprimer, ter ga ocenil na približno 1,845 · 10361. Pokazal je tudi, da obstaja neskončno mnogo celih števil {\displaystyle n\,} za katera je {\displaystyle L(n)>0\,}. Eksplicitni protiprimer za {\displaystyle L(906180359)=1\,} je našel Lehman leta 1960. Najmanjši protiprimer je {\displaystyle L(906150257)=1\,}, ki ga je leta 1980 našel Minoru Tanaka. Pólyeva domneva v območju {\displaystyle 906150257\leq n\leq 906488079\,} za večino vrednosti {\displaystyle n\,} ne velja. V tem območju ima funkcija največjo vrednost za {\displaystyle L(906316571)=829\,}. 
Pokazali so, da je {\displaystyle L(n)>0,0618672{\sqrt {n}}\,} za neskončno mnogo pozitivnih celih števil {\displaystyle n\,}. Lahko se tudi pokaže, da velja {\displaystyle L(n)<-1,3892783{\sqrt {n}}\,} za neskončno mnogo pozitivnih celih števil {\displaystyle n\,}. Ni pa znano ali funkcija {\displaystyle L(n)\,} menja predznak neskončno mnogokrat.

### Turánov rezultat
Definira se sorodna vsota:
{\displaystyle T(x)=\sum _{n=1}^{x}{\frac {\lambda (n)}{n}}\!\,.}
Nekaj časa je bilo odprto vprašanje ali je {\displaystyle T(x)\geq 0\,} za dovolj velik {\displaystyle x\geq x_{0}\,} (to »domnevo« včasih (vendar nepravilno) pripisujejo Turánu). Neenakost je ovrgel Haselgrove leta 1958, ko je pokazal, da funkcija {\displaystyle T(x)\,} zavzema negativne vrednosti neskončno mnogokrat. Peter Borwein, Ferguson in Mossinghoff pa so leta 2008 pokazali, da je najmanjši takšen x enak 72.185.376.951.205. Potrditev pravilnosti te domneve bi načeloma vodila do dokaza Riemannove domneve, kot je pokazal Turán, vendar je njegov rezultat prazno pravilen in ga ni moč uporabiti za dokaz Riemannove domneve.
Landau je v svoji disertaciji Neuer Beweis der Gleichung {\displaystyle \scriptstyle \sum \limits _{k=1}^{\infty }{\frac {\mu (k)}{k}}\,=\,0} leta 1899 pokazal enakovrednost Riemannove domneve za vsak poljuben {\displaystyle \varepsilon >0\,}:
{\displaystyle \lim _{n\to \infty }{\frac {L(n)}{n^{{\frac {1}{2}}+\varepsilon }}}=0\!\,.}
Vrednost {\displaystyle {\frac {1}{2}}+\varepsilon \,} je najboljša možna. Limita:
{\displaystyle \lim _{n\to \infty }{\frac {L(n)}{n}}=0\!\,}
je enakovredna praštevilskemu izreku.